# 星界系列角色列表
星界系列角色列表是指森岡浩之所創作的星界系列作品《星界的紋章》、《星界的戰旗》和《星界的斷章》的角色列表。

## 人物

### 主角
杰特 (尖端官方翻譯)
男主角，全銜為凌·蘇努·洛克·海德伯爵公子·杰特，海德伯國出身的地上人，其父親洛克即為首任海德伯爵。由於未曾接受正統亞維基本教育，只是在渥拉修伯國接受了為打算成為帝國國民的領民開設的亞維學校學習亞維知識，而學到許多不正確的觀念，常被拉斐爾消遣。故事最終因其父遭到處死，在由拉斐爾的父親克琉布王擔任其監護人之下繼任為伯爵。配音員為今井由香。
拉斐爾
女主角，全銜為亞布里艾爾·尼·杜佈雷斯克·帕留紐子爵·拉斐爾，帝國第二十七代皇帝拉瑪珠的孫女、克琉布王的女兒，週遭通常稱呼之為公主殿下、殿下等尊稱，遇見傑特時週遭常用稱呼為亞布里艾爾翔士修技生，對自己身為皇族的特徵——亞布里艾爾之耳——較不明顯一事常耿耿於懷。由於傑特不認得她，成為第一個向拉斐爾詢問名字的人，而對傑特產生好感。配音員為川澄綾子。

### 亞維人類帝國
凌·蘇努·洛克·海德伯爵·羅歇
原名：洛克·凌。杰特之父，首任海德伯爵，原為馬汀行星政府主席，在帝國侵略艦隊來到海德星系時，交出對宇宙防禦系統的解除密碼而獲得帝國貴族的權位，被馬汀人視為叛徒，在人類統合體奪下海德星系後，遭到逮捕並處死。
蕾克希·衛夫·羅貝爾·普拉奇雅
巡察艦「哥斯羅斯號」艦長。官階百翔長，克琉布王的愛人，也是拉斐爾的遺傳基因提供者
私下喜歡稱呼拉斐爾與克琉布王為我可愛的殿下。配音員為高島雅羅。
雷利亞
巡察艦「哥斯羅斯號」副艦長兼先任航法士。十翔長。
基姆琉雅
巡察艦「哥斯羅斯號」監督。軍匠十翔長，從軍艦主引擊到艦內一切機械設備的整備檢查工作負責人。
迪修
巡察艦「哥斯羅斯號」書記。主記十翔長，解決軍艦人事方面所有問題的責任者。
沙流修
巡察艦「哥斯羅斯號」先任砲術士。前衛翔士。
榮恩瑟琉雅
巡察艦「哥斯羅斯號」先任通訊士。前衛翔士。
阿特斯留亞·蘇努·阿特斯·菲布達胥男爵·克羅華爾
第三代菲布達胥男爵，對自己身為地上人後代的血統感到自卑，呈現心理異常狀況。因為阻礙聯絡艇任務的進行而遭拉斐爾殺死。配音員為子安武人。
阿特斯留亞·蘇努·阿特斯·前任菲布達胥男爵·斯魯夫
第二代菲布達胥男爵，現任男爵之父。母親是地上人出身的星界軍技術元帥，也是艦政本部部長而獲帝國授與爵位，因此保留了地上人的基因。被現任男爵囚禁，在事件中幫助杰特與拉斐爾脫逃。
菲格達可佩·謝爾奈
菲布達胥男爵家家臣，專長反物質燃料槽之整備工作，非同性戀但對拉斐爾有強烈的迷戀，也是第一個背叛男爵幫助拉斐爾的家臣。
亞布里艾爾·尼·拉姆薩爾·巴爾凱王·杜薩紐
帝國皇太子，帝國元帥，也是領軍侵略海德星系的指揮官。配音員為故鹽澤兼人。
特萊夫·波爾治·優布迭爾·雷姆謝爾
拉爾布琉布鎮守府副司令，官階為提督，在史法格諾夫侯國遭到攻擊後，立即受命率領七支分艦隊組成的臨時艦隊（後人稱之為特萊夫艦隊），向史法格諾夫侯國出擊。
卡休爾·波特·薩帖克·公子·列梅修
特萊夫艦隊參謀長，千翔長。
史波茹·亞隆·塞克帕特·雷特帕紐大公爵·佩妮茱
根源二十九氏族之一史波茹一族的族長，偵察分艦隊弗杜妮的指揮官，官階准提督（最終章時晉升為提督），擁有著名的史波茹之紅瞳，視皇族的亞布里艾爾為世仇。配音員為深見梨加。
克法迪斯·衛夫·艾斯皮爾·謝思彼
偵察分艦隊弗杜妮的先任參謀，百翔長，剛到任不滿一個月就隨同出征，個性正經，對新上司完全無法適應，成為被戲弄消遣的對象。
亞布里艾爾·尼·杜布雷斯克·亞布里艾爾伯爵·拉瑪珠
帝國第二十七代皇帝，拉斐爾的祖母，克琉布王的母親。配音員為土井美加。
亞布里艾爾·尼·杜布雷斯克·克琉布王·杜比斯
拉斐爾之父，也是星界軍備役大提督。配音員為故鈴置洋孝。
亞布里艾爾·尼·杜布雷斯克·衛姆戴斯子爵·杜希爾
拉斐爾之弟。配音員為保志总一朗。
荷莉亞
拉斐爾家中飼養的貓之一，在拉斐爾年幼時，克琉布王謊稱其為拉斐爾的遺傳基因提供者，而使拉斐爾陷入不安感中。

### 四國聯合
桑普爾·桑加里尼
人類統合體派駐亞維人類帝國大使。
古嚴·濤龍
哈尼亞聯邦派駐亞維人類帝國大使。
瑪琳珀·蘇妮
擴大阿爾康特共和國派駐亞維人類帝國大使。
賈芮特·瑪嘉莉
人民主權星系聯合體派駐亞維人類帝國大使。

### 地上世界
提爾·柯林特
馬汀行星政府主席洛克·凌的秘書官，也是實際養育杰特長大的人，在人類統合體奪下海德星系後被民選為新任首相。
莉娜·柯林特
提爾之妻。
庫·杜林
渥拉修伯國戴爾庫圖行星上的領民，是杰特所參加明球隊的隊友，在杰特向大家道別，並公開自己亞維貴族的身份後，是唯一來送行的朋友。配音員為松野太紀。
瑪爾佳
反帝國克拉斯維爾戰線成員，基本上是一伙人的領導者。
葬儀社
反帝國克拉斯維爾戰線成員，這當然不是本名而是綽號，實際上也真的是葬儀社的員工。
阿明
反帝國克拉斯維爾戰線成員，這也是綽號，狂熱軍事武器收集者。
比爾
反帝國克拉斯維爾戰線成員，有「飆車比爾」的稱號。
達斯瓦尼
反帝國克拉斯維爾戰線成員，非常沈默寡言的壯漢。
恩特留亞·雷
魯努·比格市警局犯罪搜查部的警官，警部。
艾尚
魯努·比格市警察管理官。
凱特
人類統合體憲兵上校，西雷吉亞不老族族人，由於自身曾受基因調整的背景而無法獲得成就，對亞維人極度憎恨。

## 關聯條目
- 星界的纹章
- 星界的戰旗
- 星界的断章